# 女川いのちの石碑

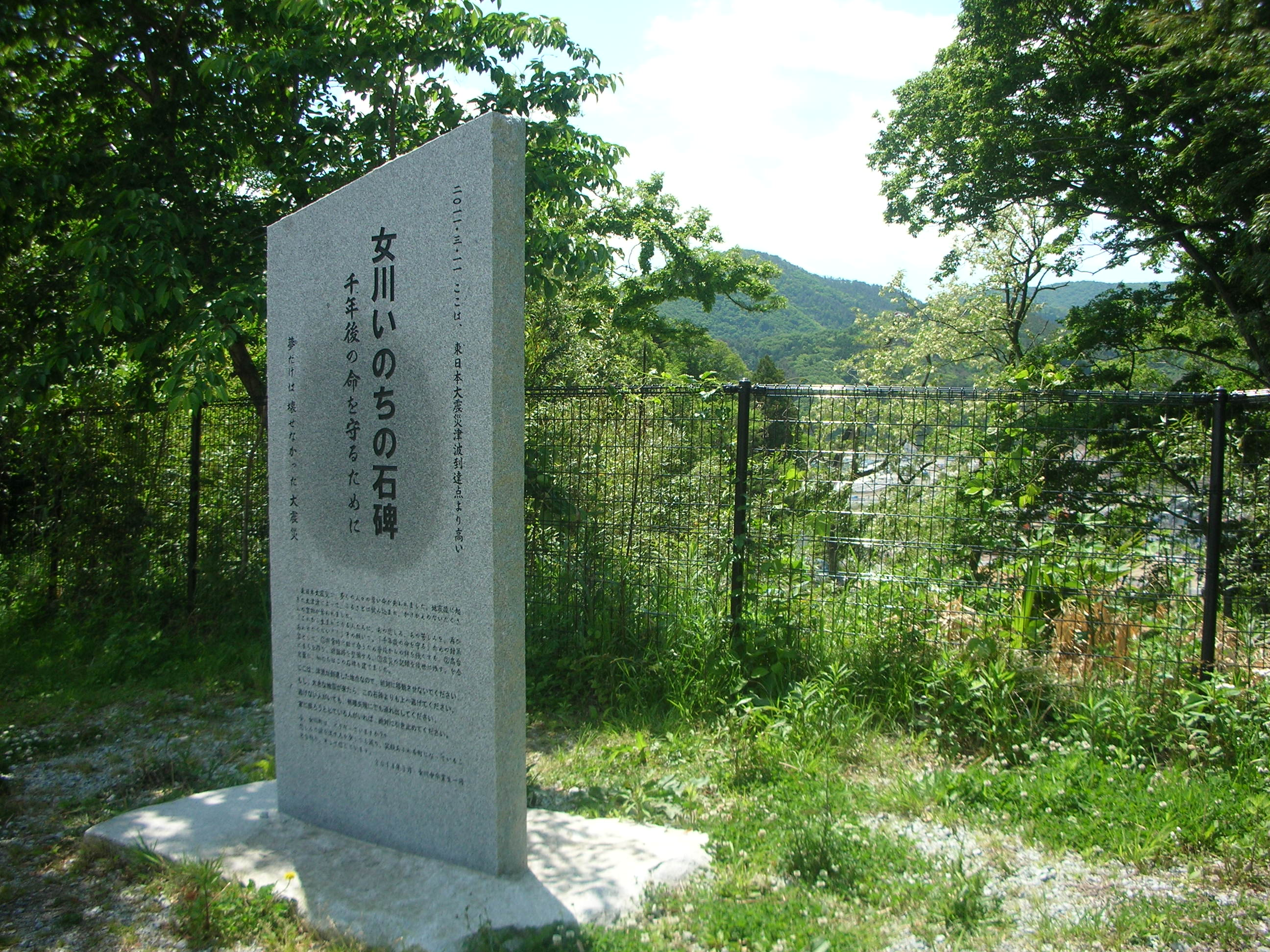
女川いのちの石碑（女川中学校前）

女川いのちの石碑（おながわいのちのせきひ）とは、2011年（平成23年）3月11日に発生した東北地方太平洋沖地震によって起きた津波で被災した、当時小学6年生だった宮城県牡鹿郡女川町の子供たちが中心となり設置をした石碑のこと。大きな悲劇を1000年先の人々にも伝承して、後世の人々の命を守ろうとする計画。いのちの石碑と表記されることもある。
自分たちの成人式の日までにと21基の石碑を計画し、震災からおよそ10年を経て、2021年11月にすべての設置を完了した。今後、追加の建立や、石碑にQRコードを付け、震災前後の町の様子を伝える仕組みづくりを計画している。
これらの石碑の建立は女川町立女川中学校の生徒による「いのちの石碑プロジェクト」で開始されたが、女川中学校は、平成25年度の「ぼうさい甲子園」でグランプリを受賞した。

## 概要

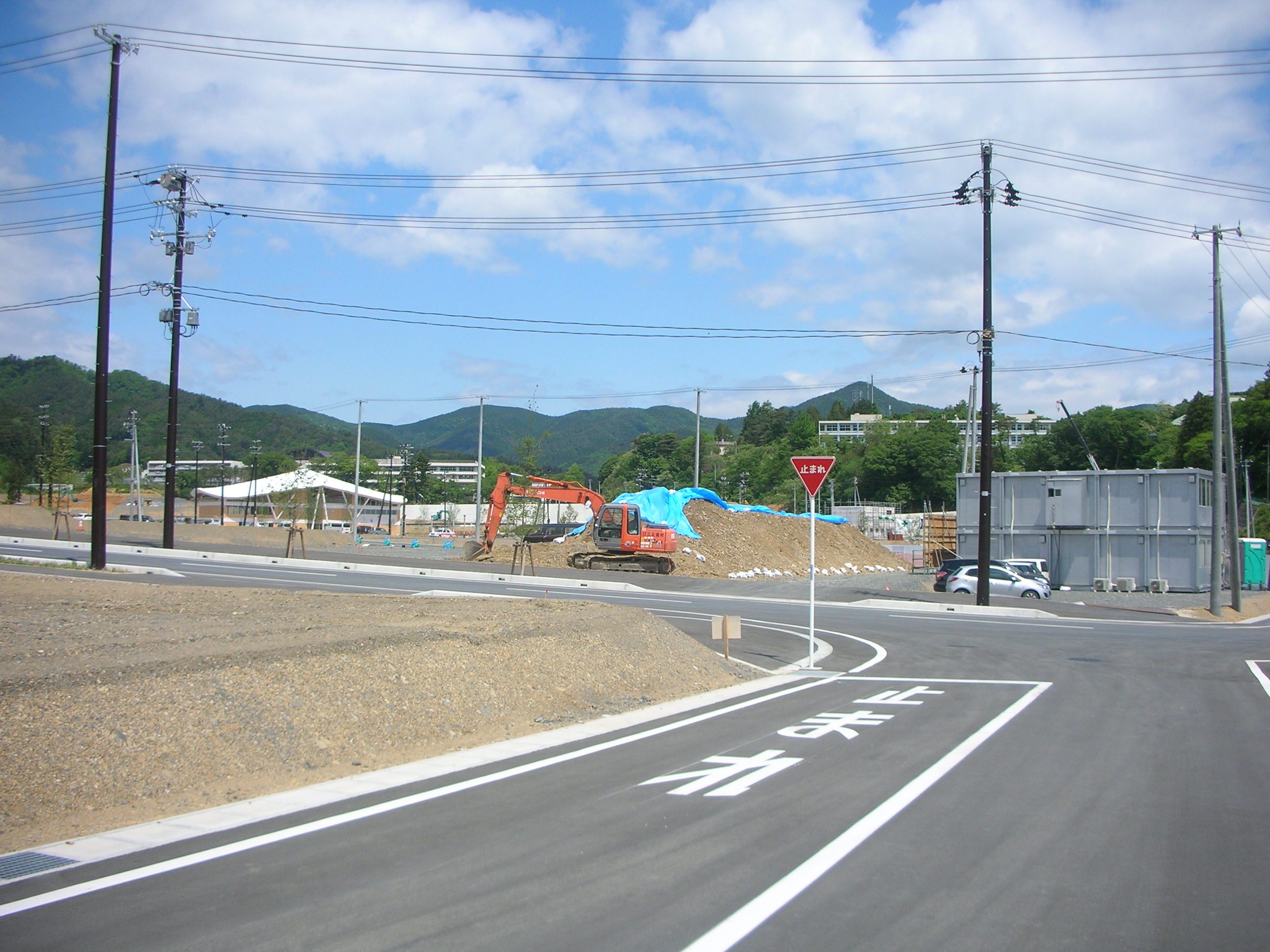
女川中学校前の海側（右奥が中学校）

被災時の3月11日は、子供たちにとって、中学への入学を間近に控えた時期で、被災後間もなく中学生となった生徒たちは、中学3年までの間に津波対策について意見を出し合い、「高台へ避難できる町づくり」などの津波対策をまとめた。そして1000年後まで津波の教訓を伝えるために、津波の到達地点よりも高いところに複数の石碑を建てることを決定、その数21基。建立費用の1000万円を募金により、大口募金を当てにすることは意味がないと考え、1口100円で募ることにした。修学旅行先でも募金のお願いをしたり、津波が来なかった場所の地権者に理解を得るなどして、1基目はどうしても中学卒業までには建てたいとして、津波から逃れられた自分たちの中学校に建てることが出来た。
石碑には1基1基異なった俳句と、千年後の人達が災害から身を守れるようにと自分たちの経験した中からの教訓などを刻み、全て自分たちでデザインした。また、この計画に共鳴してくれた「女川桜守りの会」が、石碑の1つ1つの傍に漁師の町らしく大漁桜を植栽することとなった。

## 設置場所
- 第1号石碑 - 女川中学校校舎前の広場（北緯38度26分53.66秒 東経141度26分43.33秒 / 北緯38.4482389度 東経141.4453694度）　2013年（平成25年）11月23日建立
- 第2号石碑 - 女川町竹浦 神社境内（北緯38度26分36.26秒 東経141度29分19.47秒 / 北緯38.4434056度 東経141.4887417度）
- 第3号石碑 - 女川町宮ヶ崎 国道398号沿いの神社境内（北緯38度26分47.78秒 東経141度27分12.31秒 / 北緯38.4466056度 東経141.4534194度）
- 第4号石碑 - 女川町鷲神浜 女川町勤労青少年センター付近（北緯38度26分13.87秒 東経141度26分15.46秒 / 北緯38.4371861度 東経141.4376278度）
- 第5号石碑 - 女川町尾浦 保福寺境内（北緯38度27分16.04秒 東経141度29分23.12秒 / 北緯38.4544556度 東経141.4897556度）
- 第6号石碑 - 女川町桐ヶ崎（北緯38度26分33.93秒 東経141度28分41.43秒 / 北緯38.4427583度 東経141.4781750度）
- 第21号石碑 - 女川町立女川中学校

## 石碑の形状
高さ2.2m、横1m、厚さ15cmほど。